# Patrick Carroll
Patrick „Pat“ Carroll (* 17. August 1961) ist ein ehemaliger australischer Langstreckenläufer, der seine größten Erfolge im Marathon hatte.

## Karriere
1984 und 1985 gewann Carroll den Gold-Coast-Marathon. 1987 kam er beim IAAF-Weltcup-Marathon auf den 45. Platz und siegte beim Halbmarathonbewerb des Gold-Coast-Marathons. 1988 wurde er als Gesamtsieger in Gold Coast Australischer Marathonmeister. Nach einem zweiten Platz in Gold Coast 1989 wurde er bei den Commonwealth Games 1990 in Auckland Achter über 5000 m.
1993 wurde er Dritter in Gold Coast. Bei den Halbmarathon-Weltmeisterschaften in Brüssel belegte er Rang 35 und gewann mit der australischen Mannschaft Silber. Im Jahr darauf wurde er Vierter beim Beppu-Ōita-Marathon, lief beim Sydney-Halbmarathon mit 1:01:11 h die bis heute (Stand 2013) schnellste Zeit auf australischem Boden und wurde Fünfter bei den Commonwealth Games in Victoria.
Mit seinem Sieg beim Beppu-Ōita-Marathon 1995 in 2:09:39 h blieb er als vierter Australier nach Derek Clayton, Robert de Castella und Steve Moneghetti unter der Marke von 2:10 Stunden. 1996 wurde er Vierter beim Biwa-See-Marathon. 1997 folgte seinem vierten Sieg in Gold Coast, bei dem er zum zweiten Mal Australischer Marathonmeister wurde, ein 63. Platz bei den Halbmarathon-Weltmeisterschaften in Košice, und 1998 wurde er Vierter beim Hong Kong Marathon und Siebter bei den Commonwealth Games in Kuala Lumpur. Mit einem siebten Platz beim Beppu-Ōita-Marathon 1999 in 2:11:39 h qualifizierte er sich für die Leichtathletik-Weltmeisterschaften in Sevilla, bei denen er auf Rang 48 einlief. Bei den Halbmarathon-Weltmeisterschaften 2000 in Veracruz kam er auf den 66. Platz.
1991 wurde er Australischer Meister im Crosslauf. Viermal nahm er an den Crosslauf-Weltmeisterschaften teil mit folgenden Platzierungen:
- 1988 in Auckland: 78
- 1990 in Aix-les-Bains: 42
- 1991 in Antwerpen: 93
- 1992 in Boston: 47

## Bestzeiten
- 1500 m: 3:39,03 min, 10. Januar 1990, Canberra
- 3000 m: 7:47,66 min, 14. Januar 1990, Sydney
- 5000 m: 13:25,49 min, 7. Februar 1991, Melbourne
- 10.000 m: 28:32,89 min, 16. Dezember 1993, Melbourne
- Halbmarathon: 1:01:11 h, 22. Mai 1994, Sydney
- Marathon: 2:09:39 h, 5. Februar 1995, Ōita